# Плеистоцен
Плеистоценска епоха је део геолошке хронологије. Назив плеистоцен долази од грчких речи плеистос (већина) и цено (нов). Плеистоцен следи плиоценску епоху и претходи холоценској епохи. Плеистоцен је прва епоха квартара (или трећа епоха неогенског периода) и 6. епоха кенозојске ере. Трајао је од пре 1,81 милиона до пре 11.550 година.
Крај плеистоцена одговара крају палеолитског доба које користи археологија.

## Датирање плеистоцена
Године 2005. је Међународна комисија за стратиграфију (тело Међународне уније геолошких наука) одредила да плеистоцен почиње 1,81 милиона, а 11.550 година пре нашег времена, с тиме да је крај изражен у радиокарбонским годинама. Он покрива већи део периода учесталих глацијација, све до коначног захлађења званог млађи Тријас. Крај млађег Тријаса је датиран око 9600. п. н. е. (пре 11.550 календарских година).
ГССП за почетак плеистоцена је у референтној секцији у Врици, 4 км јужно од Кротонеа на Калабрији у јужној Италији, локацији чије је тачно датирање недавно било потврђено анализом изотопа стронцијума и кисеоника, исто као и планктонским фораминиферама.
Као и с другим геолошким периодима, наслаге стена које дефинишу почетак плеистоцена су добро дефинисане, али тачни датуми почетка и краја периода нису скроз сигурни. Име је требало покривати период учесталих глацијација; међутим, почетак је одређен прекасно јер се данас зна да је захлађења и глацијација било у плиоцену. Неки климатолози сматрају да би датум требало померити на око 2,5 милиона пре данашњег времена. Израз плио-плеистоцен се данас користи за опис последњег леденог доба.
Константе у климатској историји плиоцена и плеистоцену су један од разлога зашто је Међународна комисија за стратиграфију обесхрабрила коришћење израза „Квартар”. Зато се данас плеистоцен држи епохом неогена.

## Подела
Плеистоцен је епоха квартара и према Међународној комисији за стратиографију (ICS) дели се на четири века.
| Периода | Епоха      | Век                         | Почетак (Ma) | Крај (Ma) |
| ------- | ---------- | --------------------------- | ------------ | --------- |
| Квартар | Холоцен    | Мегалајан                   | 0,0042       | 0         |
| Квартар | Холоцен    | Нортгрипиј                  | 0,008276     | 0,0042    |
| Квартар | Холоцен    | Гренландиј                  | 0,0117       | 0,008276  |
| Квартар | Плеистоцен | Горњи плеистоцен            | 0,129        | 0,0117    |
| Квартар | Плеистоцен | Чибаниј (средњи плеистоцен) | 0,774        | 0,129     |
| Квартар | Плеистоцен | Калабриј                    | 1,8          | 0,774     |
| Квартар | Плеистоцен | Желасиј                     | 2,58         | 1,8       |

## Плеистоценска палеогеографија и клима
Модерни континенти су у суштини били на данашњим позицијама током плеистоцена, те се нису помакли даље од 100 км.

### Карактеристике леденог доба
Плеистоценску климу су карактерисали учестали ледени циклуси где су континентални ледењаци напредовали до 40. паралеле на неким местима. Сматра се како је на врхунцу глацијација 30% Земљине површине било покривено ледом. Уз то се зона вечног леда простирала неколико стотина километара јужно од леденог покривача, у Северној Америци и у Евроазији.
Сваки продор леда је везао велике количине воде у континенталним ледницима дебљине 1500-3000 м, што је довело до привременог пада нивоа мора од 100 м или више на целој површини Земље. Током међуледених доба, налик на ово у којем данас живимо, често је било поплављивање обала, понекад ублажено изостатским или неким другим помацима у одређеним регијама.
Ефекти глацијације су били глобални. Антарктик је био кроз цели плеистоцен покривен ледом, исто као и у претходном плиоцену. Анди и Патагонија су такође били покривени поларном капом. Ледници су постојали на Новом Зеланду и Тасманији. Тренутно нестајући ледењаци на Маунт Кенији, Килиманџару и Рувензорију на истоку и средишту Африке су били далеко већи. Ледници су постојали у планинама Етиопије и на западу у планинском масиву Атлас.
На северној хемисфери се велики број мањих ледника стопио у један велики. Кордиљерски ледени покривач се простирао на северозападу Северне Америке; исток је био покривен Лаурентидеом. Скандинавски ледени покров је притискао северну Европу, укључујући Велику Британију; алпски ледени покров је притискао Алпе. Мањи делови леденог покривача су се могли наћи у Сибиру и на арктичкој плочи. Северна мора су била замрзнута.
Јужно од леденог покривача су се акумулирала огромна језера захваљујући блокади водених токова те мањем испаравању због хладнијег ваздуха. Северни дио средишта Северне Америке био је у потпуности покривен језером Агасиз. Око 100 базена, сада углавном исушених, су били испуњени водом на западу Америке. Језеро Боневил, на пример, је стајало где данас стоји Велико слано језеро. У Евроазији су се велика језера створила као резултат продора ледника. Реке су биле веће, имале стабилнији ток, те имале више притока. И афричка језера су била већа, вероватно због смањеног испаравања.
Пустиње су, с друге стране, биле сувље и пространије. Због смањења океанског и другог испаравања, било је мање киша.

### Палаеоциклуси
Сума прелазних фактора који делују на Земљину површину је циклична: клима, океанске струје и други помаци, струје ветрова, температуре итд. То је све последица цикличних промена у кретању планета који с временом све те факторе уравнотежује. Ти су фактори изазвали учестале глацијације у плеистоцену.

### Миланковићеви циклуси
Глацијација у плеистоцену је била низ глацијалија и интерглацијација, стадијала и интерстадијала који су пратили периоде промене климе. Данас се верује да су главни фактор у климатским променама били Миланковићеви циклуси. То су периодичне варијације у регионалној соларној радијацији узроковане променама у кретању Земље.
Миланковићеви циклуси нису могли бити једини фактор, јер они не могу објаснити почетак ни крај плеистоценског леденог доба, као ни учестала ледена доба. Најбоље служе као модел унутар плеистоцена те се на темељу њега могу одредити ледена доба сваких 100.000 година.

### Циклуси нивоа изотопа кисеоника
У анализи нивоа изотопа кисеоника, варијације у односу О-18 према О-16 (два изотопа кисеоника) у маси (мерени спектрометром масе) присутних у калциту с океанских темељених узорака се користе као дијагностичко средство за одређивање промена океанске температуре, а самим тим и промене климе. Хладнији океани су богатији с О-18, присутним у шкољкама микроорганизама које луче калцит.
Модернија верзија узимања узорака користи модерне ледене покриваче. Иако сиромашнији с О-18 од морске воде, снег који је пада на леднике сваке године је свеједно садржавао О-18 и О-16 у нивоу зависним од средње температуре.
Температура и промене климе су цикличне када се од њих створи температурни графикон. Температурне координате се појављују у облику девијације од данашњих средњих годишњих температура које представљају нулу. Ова врста графикона се темељи на другом нивоу изотопа кроз време. Нивои се претварају у разлике у постоцима (δ) од односа пронађеног у стандардној средњој океанској води.
Графикон у оба облика се појављује као талас с аликвотним тоновима. Једна половина периода је морски изотопни стадијум (МИС). Он означава глацијал (испод нуле) или интерглацијал (изнад нуле). Аликвотни тонови су стадијали или интерстадијали.
Према овим налазима, Земља је искусила 44 МИС стадијума почевши од пре 2,4 милиона година у плиоцену. Плиоценски стадијуми су били плитки и чести. Каснији су били интензивнији и дужи.
Стадијуми се по обичају нумеришу од холоцена, који представља МИС1. Глацијали добијају парни а интерглацијали непарни број. Прва већа глацијација била је МИС22 пре 850.000 година. Највеће се глацијације су биле 2, 6 и 12; најтоплије инетрглацијације 1, 5, 9 и 11.

## Плеистоценска фауна
За плеистоцен или холоцен нису одређени никакви фаунални стадијуми. И морска и континентална фауна је у суштини била модерна. Већина научника верује да је човек еволуирао у свој модерни облик током плеистоцена.
Масовно изумирање крупних сисара (мегафауне), које је укључивало мамуте, мастодонте, сабљозубе тигрове, глиптодонте и копнене лењивце је започело крајем плеистоцена те се наставило у холоцену.
Масовна изумирања су била посебно оштра у Северној Америци где су нестали домаћи коњи и камиле.